# Stuck with U
„Stuck with U” – utwór muzyczny kanadyjskiego piosenkarza Justina Biebera i amerykańskiej piosenkarki Ariany Grande, wydany 8 maja 2020 nakładem wytwórni Def Jam Recordings i Republic Records jako singel charytatywny. Jest to drugi efekt współpracy między tymi artystami, pierwszą był remiks do „What Do You Mean?”, singla Biebera z 2015.
W Polsce nagranie uzyskało status platynowej płyty.

## Geneza
1 maja 2020 Bieber i Grande ogłosili w mediach społecznościowych datę wydania singla. Wszystkie dochody z jego sprzedaży miały być przeznaczone dla fundacji First Responders Children's Foundation, która ufunduje stypendia dla dotkniętych pandemią COVID-19 dzieci pracowników medycznych.

## Teledysk
Wideoklip został 8 maja wydany wraz z utworem. Zawierał krótkie filmy wideo przysłane przez fanów obu artystów, jednak został wycofany z dystrybucji w związku z rozprzestrzenianiem się wirusa SARS-CoV-2. W teledysku pojawiła się również duża liczba celebrytów, takich jak Kylie, Kendall Jenner, Demi Lovato (który potwierdza w nim swój związek miłosny z aktorem Maxem Ehrichem, znanym z ról w takich serialach jak iCarly, 100 rzeczy do przeżycia przed liceum oraz w filmie High School Musical 3: Ostatnia klasa), 2 Chainz, Stephen i Ayesha Curry, Gwyneth Paltrow, Chance the Rapper, Lil Dicky, Michael Bublé, Jaden Smith, Ashton Kutcher, Kim Kardashian, Kanye West, Mila Kunis oraz żona Biebera, Hailey i chłopak Grande, Dalton Gomez.
Bieber opublikował też lyric video stworzone przez Katię Temkin wraz z narysowanym przez Lianę Finck animowanym domem z okładki singla.

## Historia wydania
| Obszar            | Data            | Format                               | Wytwórnia               | Przypis              |
| ----------------- | --------------- | ------------------------------------ | ----------------------- | -------------------- |
| Cały świat        | 8 maja 2020 r.  | digital download, media strumieniowe | Def Jam, Republic, RBMG | [ 14 ]               |
| Australia         | 8 maja 2020 r.  | contemporary hit radio               | Universal Music Group   | [ 15 ]               |
| Wielka Brytania   | 8 maja 2020 r.  | contemporary hit radio               | Universal Music Group   | [ 16 ]               |
| Stany Zjednoczone | 11 maja 2020 r. | adult contemporary                   | Def Jam, Republic       | [ 17 ]               |
| Cały świat        | 12 maja 2020 r. | płyta gramofonowa, singel CD, kaseta | Def Jam, Republic, RBMG | [ 18 ] [ 19 ] [ 20 ] |
| Stany Zjednoczone | 12 maja 2020 r. | contemporary hit radio               | Def Jam, Republic       | [ 21 ]               |
| Stany Zjednoczone | 12 maja 2020 r. | rhythmic contemporary                | Def Jam, Republic       | [ 22 ]               |
| Włochy            | 15 maja 2020 r. | contemporary hit radio               | Universal Music Group   | [ 23 ]               |
| Wielka Brytania   | 16 maja 2020 r. | adult contemporary                   | Universal Music Group   | [ 24 ]               |